# الدريهمي (الحديدة)

تعديل مصدري - تعديل

الدريهمي هي مدينة يمنية تتبع محافظة الحديدة، وهي مركز مديرية الدريهمي، بلغ تعداد سكانها 7069 نسمة حسب الإحصاء الذي أجري عام 2004.